# Grammy Award al miglior album dance/elettronico
Il Grammy Award al miglior album dance/elettronico (in inglese Grammy Award for Best Dance/Electronic Album) è un premio dei Grammy Award conferito dalla National Academy of Recording Arts and Sciences per la qualità del miglior album discografico di genere dance/elettronica prodotto annualmente.
Il premio è stato conferito per la prima volta nel 2005 con la denominazione miglior album Elettronico/Dance (Best Electronic/Dance Album). Dal 2012 al 2014 il premio è stato rinominato miglior album dance/elettronica (Best Dance/Electronica Album). Nel giugno 2014, la NARAS ha annunciato un ulteriore cambiamento nella denominazione della categoria, da «Dance/Electronica» a «Dance/Electronic», per «rappresentare più accuratamente la nomenclatura dell'industria musicale attuale». Secondo la guida alla descrizione della categoria, il premio viene assegnato «agli album che contengono almeno il 51% di tempo di riproduzione di nuove registrazioni vocali o strumentali di elettronica/dance», escludendo compilation e album formati unicamente da versioni remix di canzoni. Questa categoria riconosce l'eccellenza nelle registrazioni di generi appartenenti all'electronic dance music come house, techno, trance, dubstep, drum&bass, con «una produzione e una sensibilità distintamente da un approccio pop».

## Vincitori e candidati

### Anni 2000
- 2005[2]
  - Kish Kash - Basement Jaxx

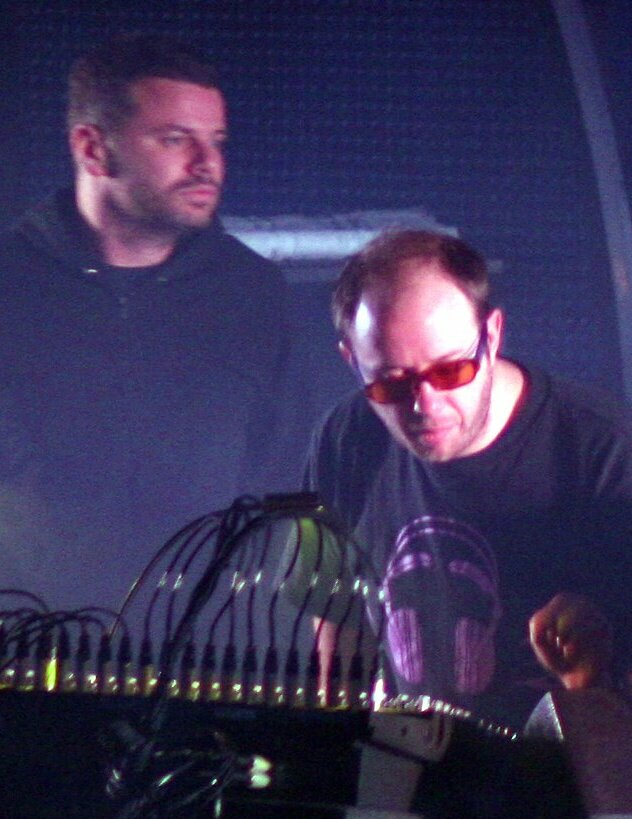
The Chemical Brothers detengono il maggior numero di vincite nella categoria con tre premi, pareggiando Skrillex, oltre che il maggior numero di candidature (6)

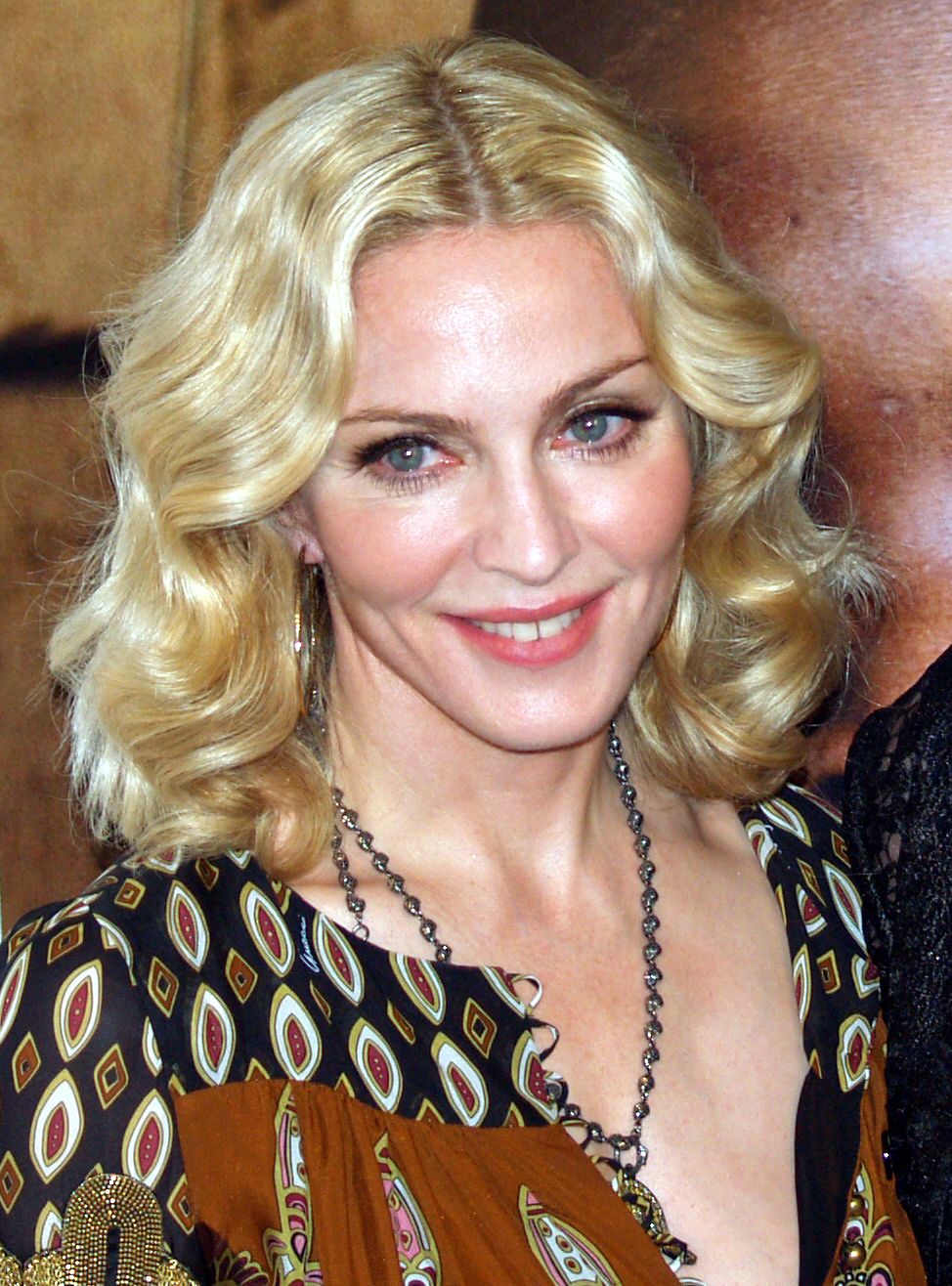
Madonna è stata la prima donna a ottenere una candidatura nella categoria e a vincere il premio con Confessions on a Dance Floor nel 2007

  - Legion of Boom - The Crystal Method
  - Creamfields - Paul Oakenfold
  - Always Outnumbered, Never Outgunned - The Prodigy
  - Reflections - Paul van Dyk
- 2006[3]
  - Push the Button - The Chemical Brothers
  - Human After All - Daft Punk
  - Palookaville - Fatboy Slim
  - Minimum-Maximum - Kraftwerk
  - LCD Soundsystem - LCD Soundsystem
- 2007[4]
  - Confessions on a Dance Floor - Madonna
  - Supernature - Goldfrapp
  - A Lively Mind - Paul Oakenfold
  - Fundamental - Pet Shop Boys
  - Garden - Zero 7
- 2008[5]
  - We Are the Night - The Chemical Brothers
  - Cross - Justice
  - Sound of Silver - LCD Soundsystem
  - We Are Pilots - Shiny Toy Guns
  - Elements of Life - Tiësto
- 2009[6]
  - Alive 2007 - Daft Punk
  - New York City - Brazilian Girls
  - Bring Ya to the Brink - Cyndi Lauper
  - X - Kylie Minogue
  - Last Night - Moby
  - Robyn - Robyn

### Anni 2010
- 2010[7]
  - The Fame - Lady Gaga

Lady Gaga è stata la prima artista a essere candidata sia nella categoria che all'album dell'anno con The Fame nel 2010

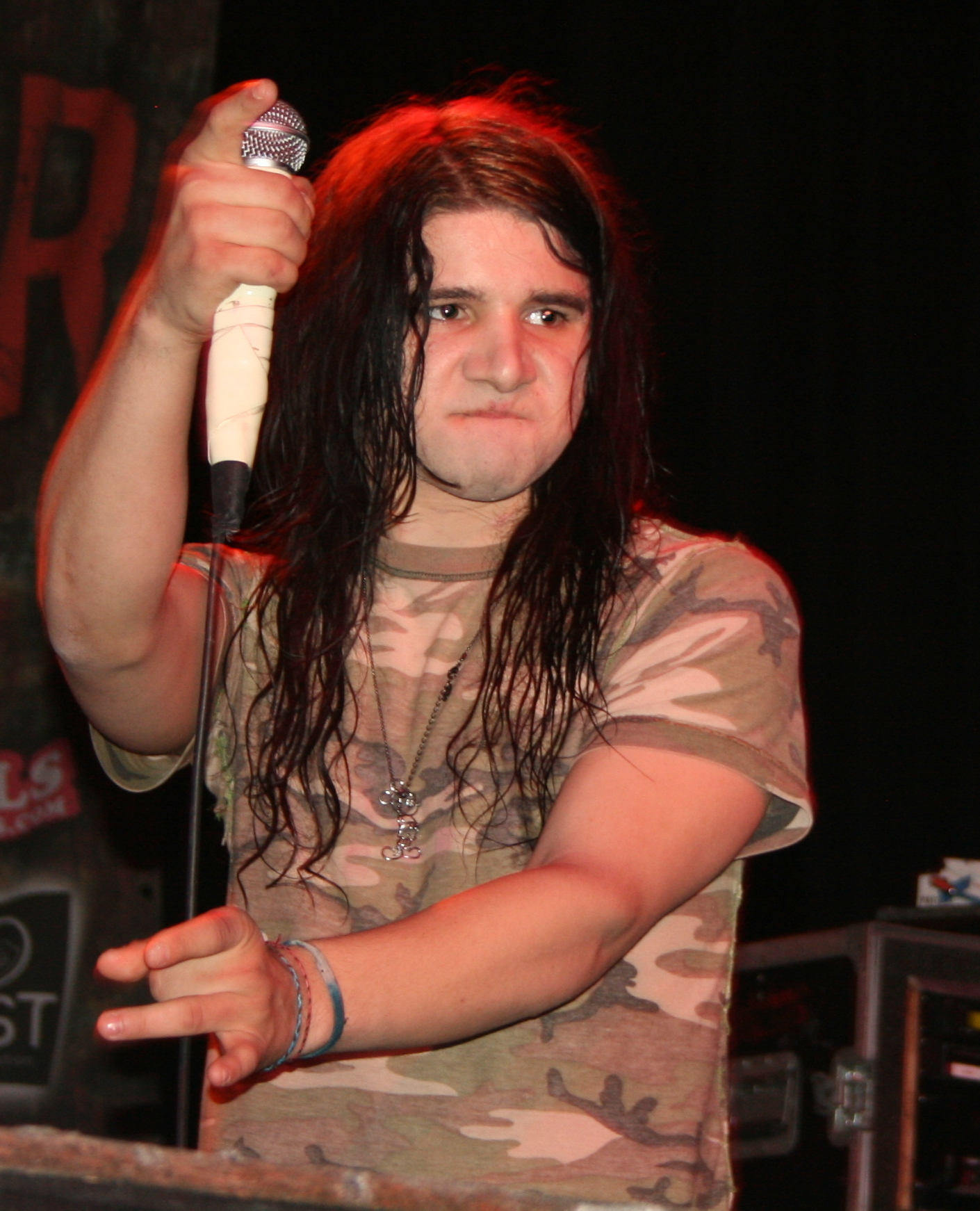
Skrillex detiene il maggior numero di vincite nella categoria con tre premi, pareggiando The Chemical Brothers

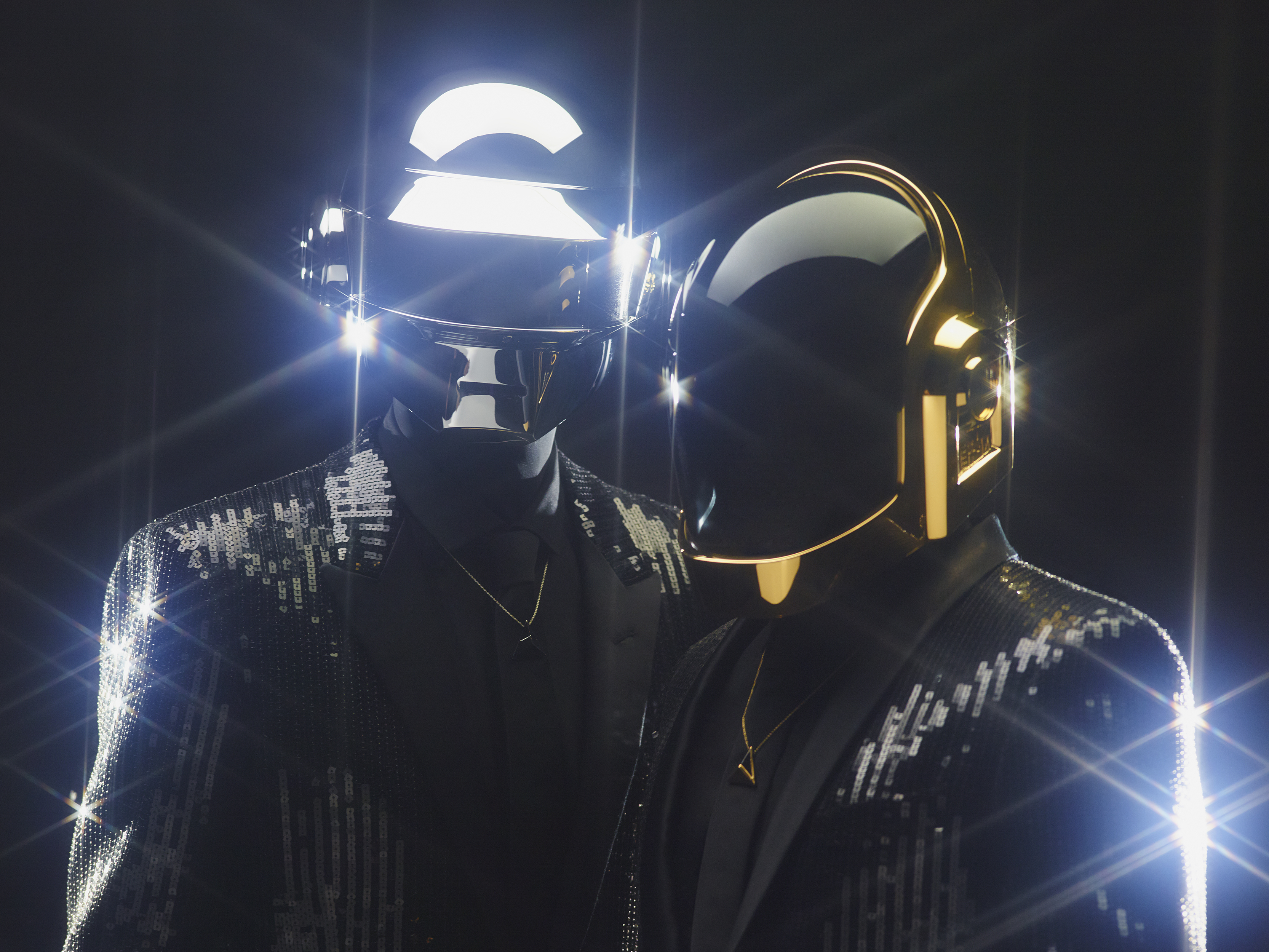
Daft Punk sono stati i primi e unici artisti al 2023 a vincere sia nella categoria che il premio all'album dell'anno con Random Access Memories.

  - Divided by Night - The Crystal Method
  - One Love - David Guetta
  - Party Rock - LMFAO
  - Yes - Pet Shop Boys
- 2011[8]
  - La Roux - La Roux
  - These Hopeful Machines - BT
  - Further - The Chemical Brothers
  - Head First - Goldfrapp
  - Black Light - Groove Armada
- 2012
  - Scary Monsters and Nice Sprites - Skrillex
  - Zonoscope - Cut Copy
  - 4x4=12 - deadmau5
  - Nothing but the Beat - David Guetta
  - Body Talk Pt. 3 - Robyn
- 2013
  - Bangarang - Skrillex[9]
  - Wonderland - Steve Aoki
  - Don't Think - The Chemical Brothers
  - > album title goes here < - deadmau5
  - Fire & Ice - Kaskade
- 2014
  - Random Access Memories - Daft Punk
  - Settle - Disclosure
  - 18 Months - Calvin Harris
  - Atmosphere - Kaskade
  - A Color Map of the Sun - Pretty Lights
- 2015[10]
  - Syro - Aphex Twin
  - while(1<2) - deadmau5
  - Nabuma Rubberband - Little Dragon
  - Do It Again - Röyksopp e Robyn
  - Damage Control - Mat Zo
- 2016[11]
  - Skrillex and Diplo Present Jack Ü - Jack Ü (Skrillex, Diplo)
  - Our Love - Caribou
  - Born in the Echoes - The Chemical Brothers
  - Caracal - Disclosure
  - In Colour - Jamie xx
- 2017[12]
  - Skin - Flume
  - Electronica 1: The Time Machine - Jean-Michel Jarre
  - Epoch - Tycho
  - Barbara Barbara, We Face a Shining Future - Underworld
  - Louie Vega Starring...XXVIII - Little Louie Vega
- 2018[13]
  - 3-D The Catalogue - Kraftwerk
  - Migration - Bonobo
  - Mura Masa - Mura Masa
  - A Moment Apart - Odesza
  - What Now - Sylvan Esso
- 2019[14]
  - Woman Worldwide - Justice
  - Singularity - Jon Hopkins
  - Treehouse - Sofi Tukker
  - Oil of Every Pearl's Un-Insides - Sophie
  - Lune Rouge - Tokimonsta

### Anni 2020
- 2020[15]

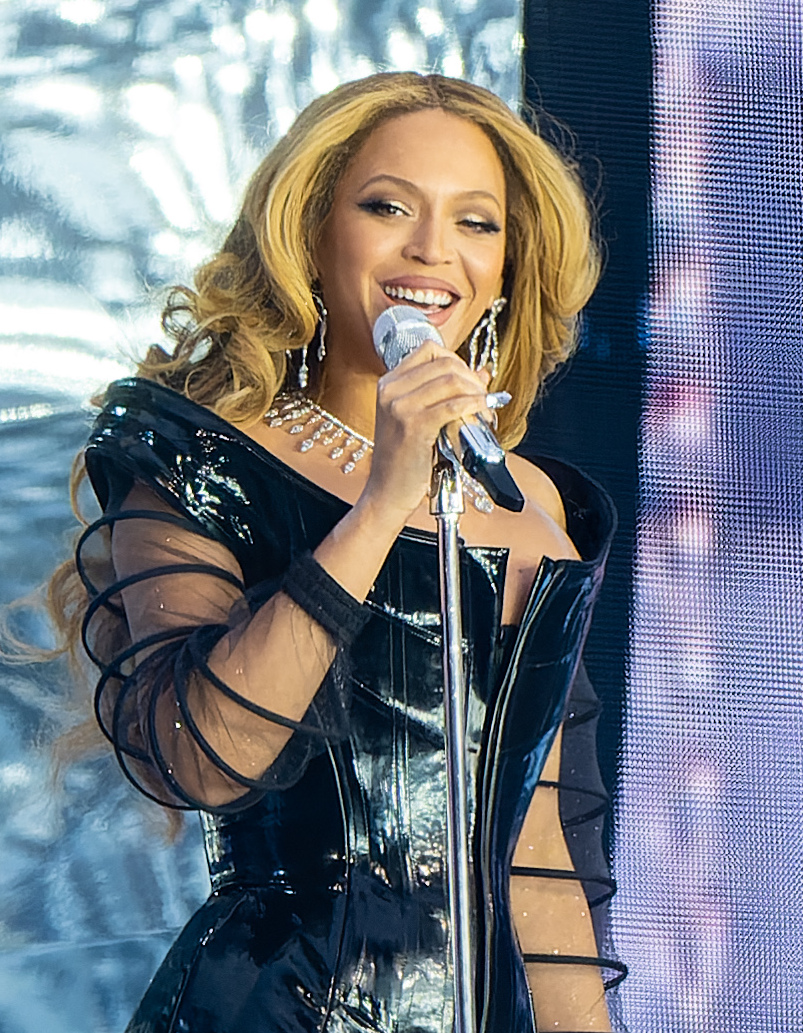
Beyoncé è stata la prima donna afroamericana a ottenere una candidatura nella categoria, nonché terza artista a vincere il premio con Renaissance nel 2023

  - No Geography - The Chemical Brothers
  - LP5 - Apparat
  - Hi This Is Flume - Flume
  - Solace - Rüfüs Du Sol
  - Weather - Tycho
- 2021
  - Bubba - Kaytranada
  - Kick I - Arca
  - Planet's Mad - Baauer
  - Energy - Disclosure
  - Good Faith - Madeon
- 2022
  - Subconsciously - Black Coffee
  - Fallen Embers - Illenium
  - Music Is the Weapon (Reloaded) - Major Lazer
  - Shockwave - Marshmello
  - Free Love - Sylvan Esso
  - Judgement - Ten City
- 2023[16]
  - Renaissance - Beyoncé
  - Fragments - Bonobo
  - Diplo - Diplo
  - The Last Goodbye - Odesza
  - Surrender - Rüfüs Du Sol
- 2024[17][18]
  - Actual Life 3 (January 1 - September 9 2022) – Fred again..
  - Playing Robots Into Heaven – James Blake
  - For That Beautiful Feeling – The Chemical Brothers
  - Kx5 – Kx5
  - Quest for Fire – Skrillex
- 2025[19]
  - Brat (Charli XCX) – Charli XCX
  - Three – Four Tet
  - Hyperdrama – Justice
  - Timeless – Kaytranada
  - Telos – Zedd

## Statistiche e record
Gli artisti più premiati della categoria sono stati Skrillex e The Chemical Brothers, vincendo il premio tre volte. I Chemical Brothers detengono inoltre il maggior numero di candidature con sei. Madonna, Lady Gaga e Beyoncé sono le uniche artiste donne ad aver vinto il premio con la loro prima ed unica candidatura nella categoria. Le ultime due risultano essere le uniche ad aver ottenuto con i rispettivi album The Fame (2009) e Renaissance (2023) la candidatura all'album dell'anno, eguagliando Random Access Memories dei Daft Punk che vinsero in entrambe le categorie nel 2014.